# Alaise
Alaise is een plaats in het Franse departement Doubs in de gemeente Éternoz-Vallée-du-Lison.

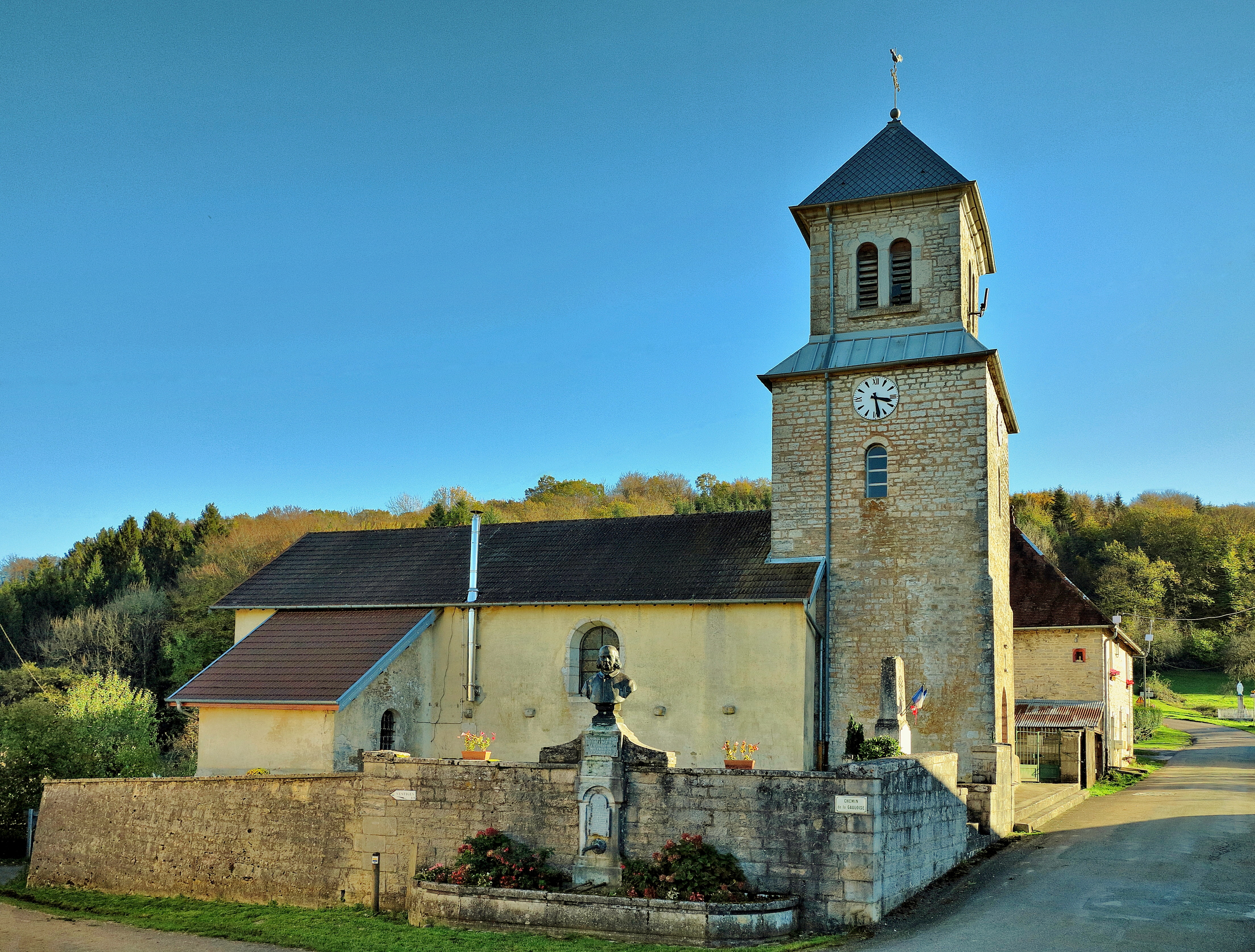
De kerk van Alaise

## Geschiedenis
Op 1 januari 1973 fuseerde de gemeente met Coulans-sur-Lison, Doulaize, Éternoz en Refranche in een fusion-association tot de gemeente Éternoz. Dit hield in dat Alaise als commune associée nog enige mate van zelfstandigheid behield. Éternoz fuseerde op 1 januari 2025 met de gemeente Saraz tot de commune nouvelle Éternoz-Vallée-du-Lison met als gevolg dat de status van Alaise aangepast werd naar commune déléguée van de nieuwe gemeente.
Alaise · Coulans-sur-Lison · Doulaize · Éternoz · Refranche · Saraz